# Кристиансен, Ханс
Ханс Кристиансен (нем. Hans Christiansen; 6 марта 1866 года, Фленсбург — 5 января 1945 года, Висбаден) — немецкий художник модернист.  В 1920 годы он получил признание как художник-декоратор. Его творчество разнообразно и включает в себя  изобразительное искусство, архитектуру, световые эксперименты,  дизайн интерьеров, плакаты, иллюстрации журналов.

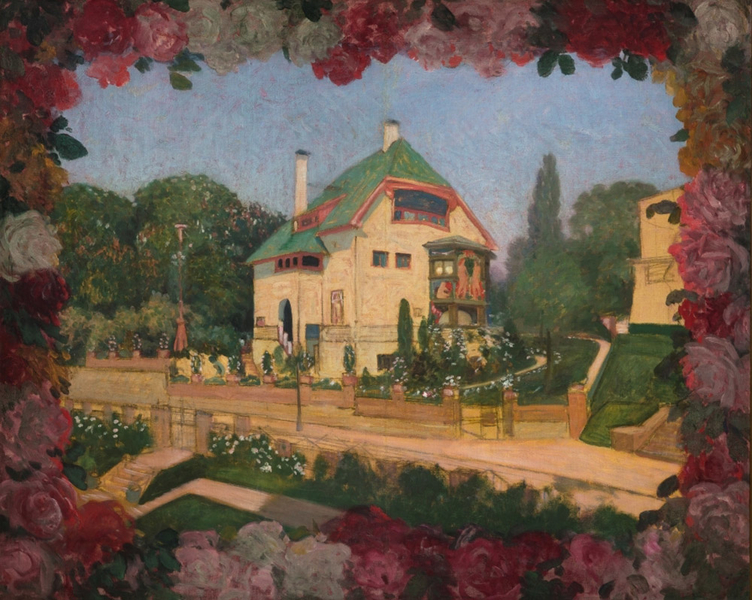
Кристиансен, Ханс. Дом художника в Розене, 1901, Hessisches Landesmuseum. Дармштадт

## Биография
Ханс Кристиансен родился 6 марта 1866 года в Фленсбурге (Flensburg). В юности работал художником — подмастерьем, потом — декоратором в Гамбурге, где занимался внутренней отделкой магазина.
В 1888 году он побывал в высшей школе прикладного искусства (Kunstgewerbeschule München) в Мюнхене. В 1892 году опубликовал свои работы, а в 1883 году он посетил Чикаго. Здесь на него произвели большое впечатление стеклянные произведения Луиса Тиффани.
В 1895 году Кристиансен бросил работу и поехал учиться в Париж в Академию Жулиана.
По окончании учёбы в 1899 году он присоединился к группе художников в Дармштадте. В это время он разработал множество украшений стиля Art Nouveau. Наряду с занятиями живописью, Ханс Кристиансен работал с предметами декоративно-прикладного искусства.
С 1902 года работал художником в Париже, потом сотрудничал с художественным и литературным журналом Jugend. С 1911 года преподавал в художественной школе в Висбадене.
С 1914 художник вернулся к живописи. В живописи основными его работами с 1918 года были портреты.
В 1920 годы Кристиансен получил признание как художник-декоратор. В этой области его работы включали в себя узорные обои, гобелены, керамику, шаблоны для вышивки, фрески и роспись потолков, стеклянные окна, украшенные яркими цветами. Последние работы отражают влияние на художника японского искусства и Тулуз-Лотрека.
Поскольку он был женат на еврейке, в Третьем рейхе на его картины был наложен запрет.
Скончался 5 января 1945 года в Висбадене. Художественные и графические работы Кристиансена оказали значительное влияние на искусство его времени. Много работал Ханс Кристиансен над украшением своего дома, который он назвал "Villa Rose", так как что роза служила основным предметом для украшения всех комнатах дома и его окон. Его дом Villa Rose во время Второй мировой войны был разрушен, были утеряны и многие его предметы искусства.

## Выставки
- 1901: Выставка «Ein Dokument deutscher Kunst». Дармштадт. Германия.
- Октябрь 2014 / январь 2015: Ханс Кристиансен. Ретроспективные. Museum Künstlerkolonie Darmstadt, Дармштадт.
- Февраль 2015 / Май 2015 Ханс Кристиансен. Die Wiederentdeckung eines Jugendstil-Künstlers. Bröhan-Museum, Берлин
- Июнь 2015 / сентябрь 2015: Ханс Кристиансен — Gesamtkunstwerker des Jugendstils. Villa Stuck, Мюнхен
- Октябрь 2015 / январь 2016: Ханс Кристиансен. Die Retrospektive. Museumsberg Flensburg, Фленсбург.